# Patrik Kruse
Jan Patrik Kruse, född 24 juli 1967, Örgryte församling i Göteborg, är en svensk gitarrist och sångare.

## Karriär
Kruse blev gitarrist i punkbandet Attentat, lagom till Svensk Punks 25-årsjubileum år på Vågen år 2003. Han är numera en av Attentats fyra låtskrivare. Medverkade innan detta i Punk City Rockers med Magnus Rydman och Mats Jönsson. Som gitarrist är han influerad av Mike Scott (The Waterboys), Brian Setzer (Stray Cats) och Keith Richards. 
Kruse har en bakgrund i punkband från Västra Frölunda under 80-talet som Banal Oktav, Revolt och Blond Bomb. Med Joel Andersson i duon Andersson & Kruse förde han därefter ut klassisk svensk visa i krogmiljö, oftast tolkade man Cornelis Vreeswijk och Dan Andersson. Andersson & Kruse gjorde cirka 500 spelningar mellan 1994 och 1998.  Anderson & Kruse släppte ett album, ”Läs mej” (1997), där duon tonsatte poeten Leif Nüths texter. Ett arbete som påbörjats av Fred Åkerström, men inte kunde slutföras på grund av Freds död 1984. Därefter arbetade Kruse som artistbokare åt ett antal göteborgskrogar. Helikopter Records gav år 2000 ut Kruses soloalbum ”Idag Göteborg imorgon Malibu”. Låtarna ”Het”, ”Amor” och ”Liggedag” fick rotation på Sveriges Radios spellistor och den förstnämnda testades för Svensktoppen 1999.

### Fotnoter
1. ↑  ”Officiell Attentatsida”. Arkiverad från originalet den 10 december 2016. https://web.archive.org/web/20161210122219/http://attentat.nu/attentatarna/. Läst 5 november 2016.
2. ↑  ”Helikopters hemsida om Andersson & Kruse”. Arkiverad från originalet den 5 november 2016. https://web.archive.org/web/20161105224233/http://www.helikopterrecords.com/kruse.html. Läst 5 november 2016.
3. ↑  ”Helikopters hemsida om Leif Nutz och Fred Åkerström”. Arkiverad från originalet den 5 november 2016. https://web.archive.org/web/20161105223500/http://www.helikopterrecords.com/lsmig.htm. Läst 5 november 2016.